# Emily Giffin
Emily Giffin (ur. 20 marca 1972 w Baltimore, w stanie Maryland) – amerykańska autorka bestsellerów.

## Życiorys
Ukończyła University of Virginia i rozpoczęła pracę w kancelarii prawniczej Winston & Strawn na Manhattanie. W 2001 roku wyjechała do Londynu, gdzie poświęciła się pisaniu. Rok później (2002) podpisała z St. Martin’s Press kontrakt na dwie powieści: Something Borrowed i Something Blue. W 2003 roku po wyjściu za mąż, powróciła do Stanów Zjednoczonych, do Atlanty. W 2004 roku wyszła jej pierwsza powieść Something Borrowed, która po recenzji w „The New York Times” trafia na listę bestsellerów.

## Publikacje
- Something Borrowed (Coś pożyczonego) (2004)
- Something Blue (Coś niebieskiego) (2005)
- Baby Proof (Dziecioodporna) (2007)
- Love the One You’re with (Sto dni po ślubie) (2008)
- Heart of the Matter (Siedem lat później) (2011)
- Where We Belong (Pewnego dnia) (2012)
- The One & Only(Ten jedyny) (2014)
- First Comes Love (Pierwsza przychodzi miłość) (2016)
- All we ever wanted  (Wszystko, czego pragnęliśmy) (2018)[2]

## Ekranizacje
- Pożyczony narzeczony 2011 w reż. Luke Greenfield[3]